# 더멋 케네디
더멋 케네디(영어: Dermot Kennedy, 1991년 12월 13일 ~ )는 아일랜드의 가수다. 그의 데뷔 메이저 레이블 스튜디오 앨범 "Without Fear"는 2019년 10월 4일에 발매되었다.두 번째 앨범 "Sonder"는 2022년에 발매되었다.